# FNDC10
FNDC10 (англ. Fibronectin type III domain containing 10) – білок, який кодується однойменним геном, розташованим у людей на 1-й хромосомі. Довжина поліпептидного ланцюга білка становить 226 амінокислот, а молекулярна маса — 24 218.
| 10         |  | 20         |  | 30         |  | 40         |  | 50         |
| ---------- |  | ---------- |  | ---------- |  | ---------- |  | ---------- |
| MRAPPLLLLL |  | AACAPPPCAA |  | AAPTPPGWEP |  | TPDAPWCPYK |  | VLPEGPEAGG |
| GRLCFRSPAR |  | GFRCQAPGCV |  | LHAPAGRSLR |  | ASVLRNRSVL |  | LQWRLAPAAA |
| RRVRAFALNC |  | SWRGAYTRFP |  | CERVLLGASC |  | RDYLLPDVHD |  | SVLYRLCLQP |
| LPLRAGPAAA |  | APETPEPAEC |  | VEFTAEPAGM |  | QDIVVAMTAV |  | GGSICVMLVV |
| ICLLVAYITE |  | NLMRPALARP |  | GLRRHP     |  |            |  |            |

A: Аланін

C: Цистеїн

D: Аспарагінова кислота

E: Глутамінова кислота

F: Фенілаланін

G: Гліцин

H: Гістидин

I: Ізолейцин

K: Лізин

L: Лейцин

M: Метіонін

N: Аспарагін

P: Пролін

Q: Глутамін

R: Аргінін

S: Серин

T: Треонін

V: Валін

W: Триптофан

Локалізований у мембрані.